# Viad

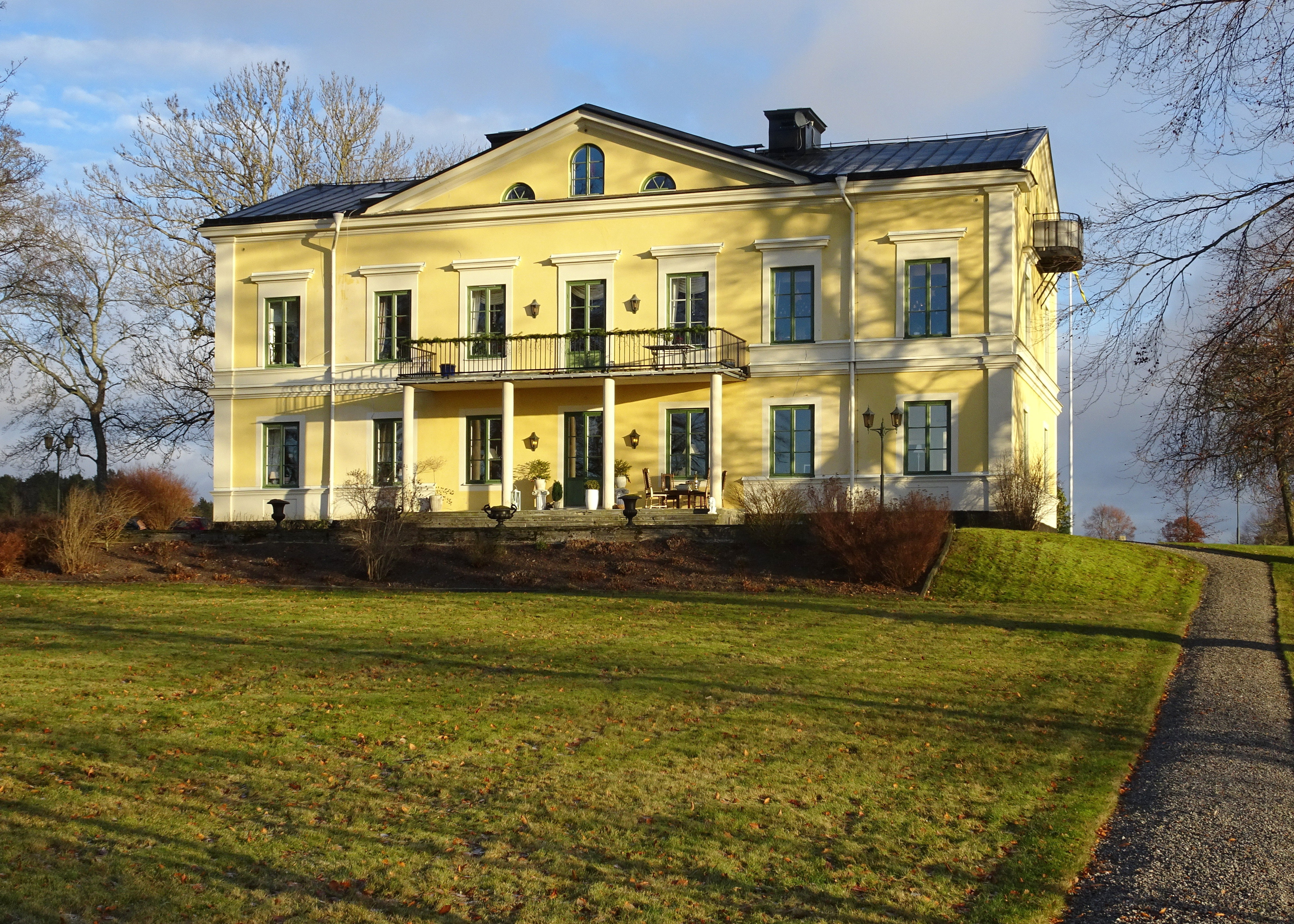
Viads huvudbyggnad, fasad mot väster i januari 2018.

Viad (även Wiad) är en lantegendom nära Grödinge kyrka i Grödinge socken i Botkyrka kommun med en mycket gammal historia. Nuvarande huvudbyggnaden tillkom på 1860-talet. Den har i modern tid sedan 1930-talet varit förläggning för Institutet för husdjursforskning och ägs idag av Sveriges lantbruksuniversitet.

## Historia

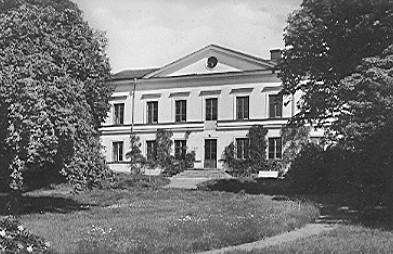
Gården på ett äldre vykort (entrésidan).

Första gången namnet Viad nämns i skrift var 1407 och stavas Wiem. Namnet har tolkats av ortnamnsforskaren Lars Hellberg som Vihem vilket betyder ungefär ”bygden vid offerplatsen”. Wiem fick Viad heta under hela medeltiden för att sedan gradvis ändra namn till Via under 1600-talet. Efter att herrgårdsbyggnaden kommit upp på 1860-talet lade man till ett "d". Namnet Viad var etablerat sedan slutet av 1800-talet.
Viad har aldrig varit ett säteri som de flesta andra ställen med en herrgård. Näraliggande exempel är t.ex. Kagghamra och Marieberg. Byn Via var en av de byar byggnader som brändes ner under rysshärjningarna 1719, så även grannbyn Näs lite längre söderut och deras grannbyar österut. 1817 tillhörde Viad kaptenen Johan Gustaf Wattrang (1758-1827) av adliga ätten Wattrang som även innehade granngården i norr Marieberg.
Den som ägde de tre gårdarna i Via på 1860-talet var Christian von Homeyer (1818–1876) från Pommern. Han slog samman dem till en stor egendom. Gården krävde en ståndsmässig byggnad och det är den som står där nu. Den är byggd i sten och två våningar i senempire. Det typiska för den är den enkla, släta fasaden i vita eller ljusgrå färgnyanser. Låga sadeltak och trekantiga gavelpartier, så kallade frontoner, var också vanliga. Södra fasaden accentueras av en kolonnburen altan. Idag är byggnaden putsat och avfärgad i ljusgul kulör. Den ligger vackert placerad på en liten kulle i slätten mellan Kaggfjärden i öster och Hallsfjärden i väster.

## Panorama

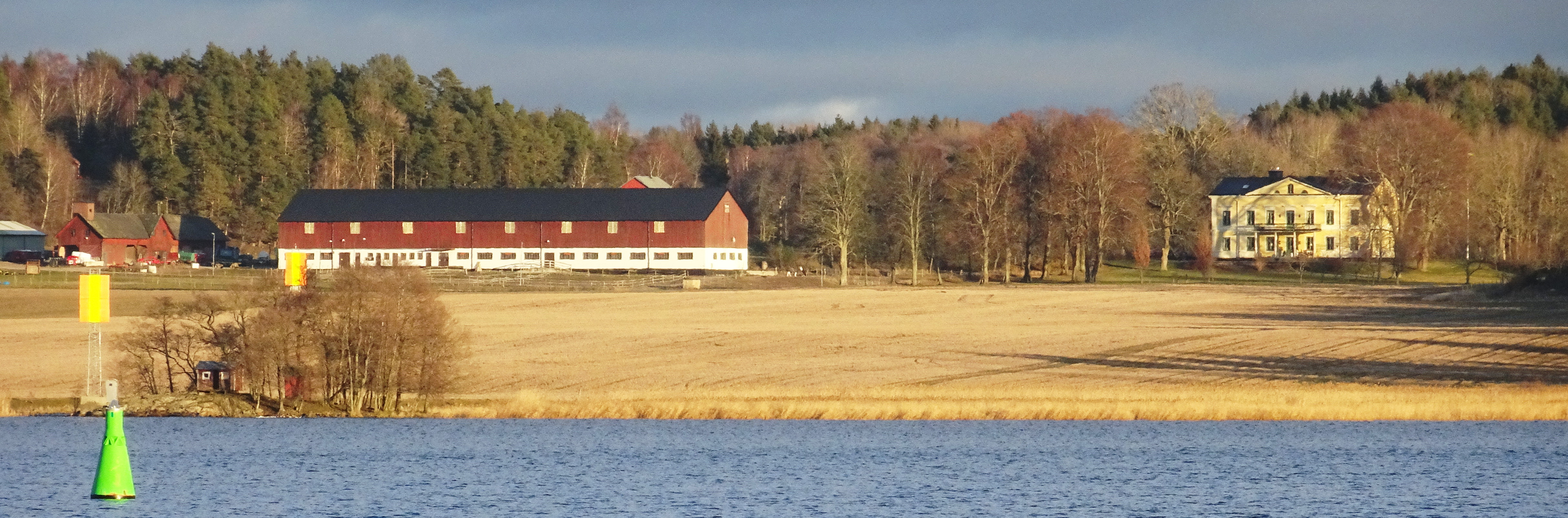
Vy över Hallsfjärden med herrgården till höger och den 80 meter långa ladugården till vänster, januari 2018.

## Verksamhet
Genom en donation från Knut och Alice Wallenbergs stiftelse blev Viad år 1930 försöksgård med inriktning på husdjursförädling.  En institutionsbyggnad med kontor och laboratorier, uppfördes 1937 på samma plats där ladugården tidigare låg. Bebyggelsen öster om gården kompletterades bland annat med en 80 meter lång ladugård, byggd 1937.
Viad tillhör sedan 1950 Lantbrukshögskolan, numera Sveriges lantbruksuniversitet och var försöksgård för husdjursförädling. Bland pionjärarbetena förekom försök med enäggstvillingar av nötkreatur för studier av påverkan av arv och miljö. Korsningsförsök med svin har också utgjort en viktig del av verksamheten.

## Bilder

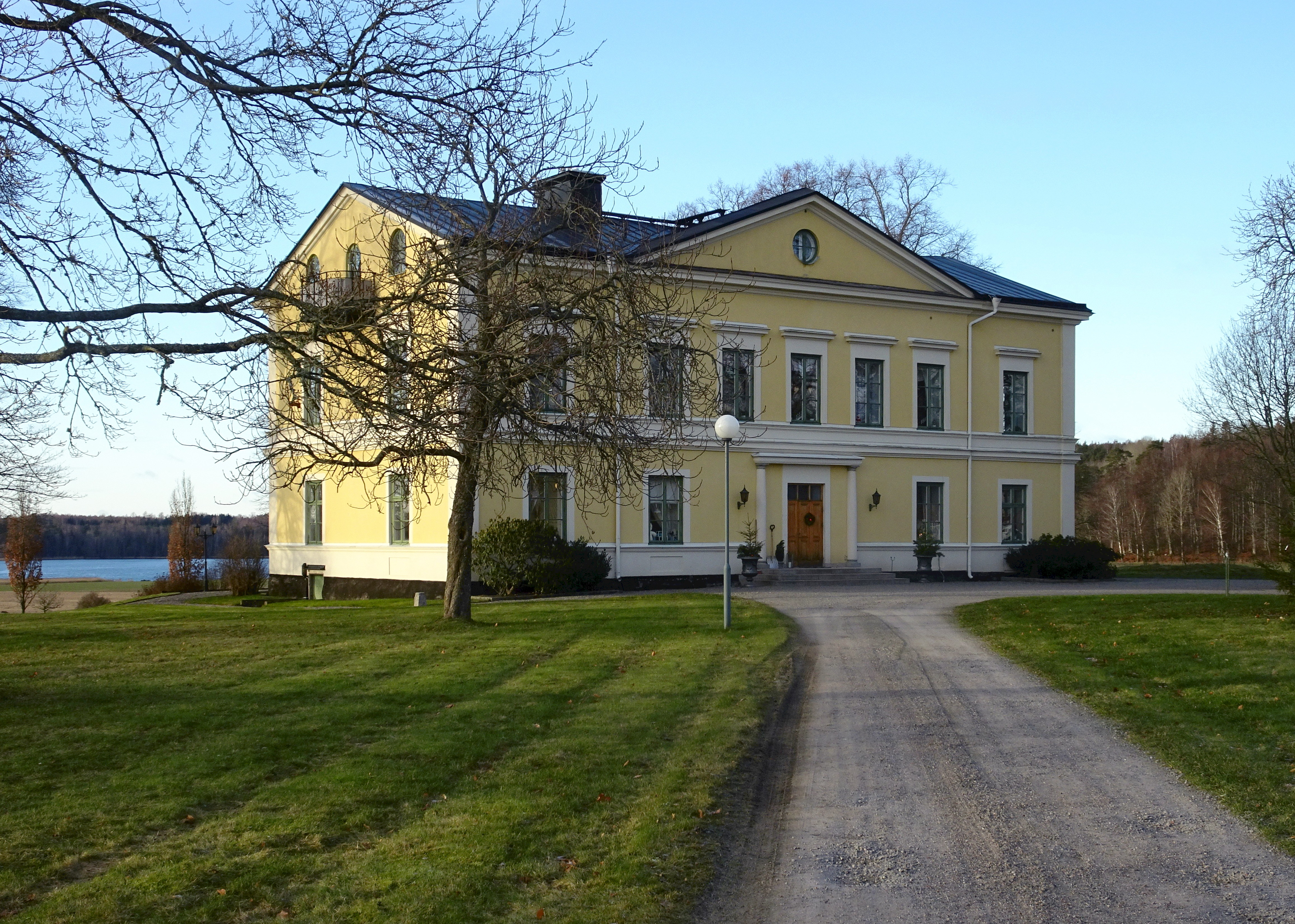
Fasad mot öster, entrén
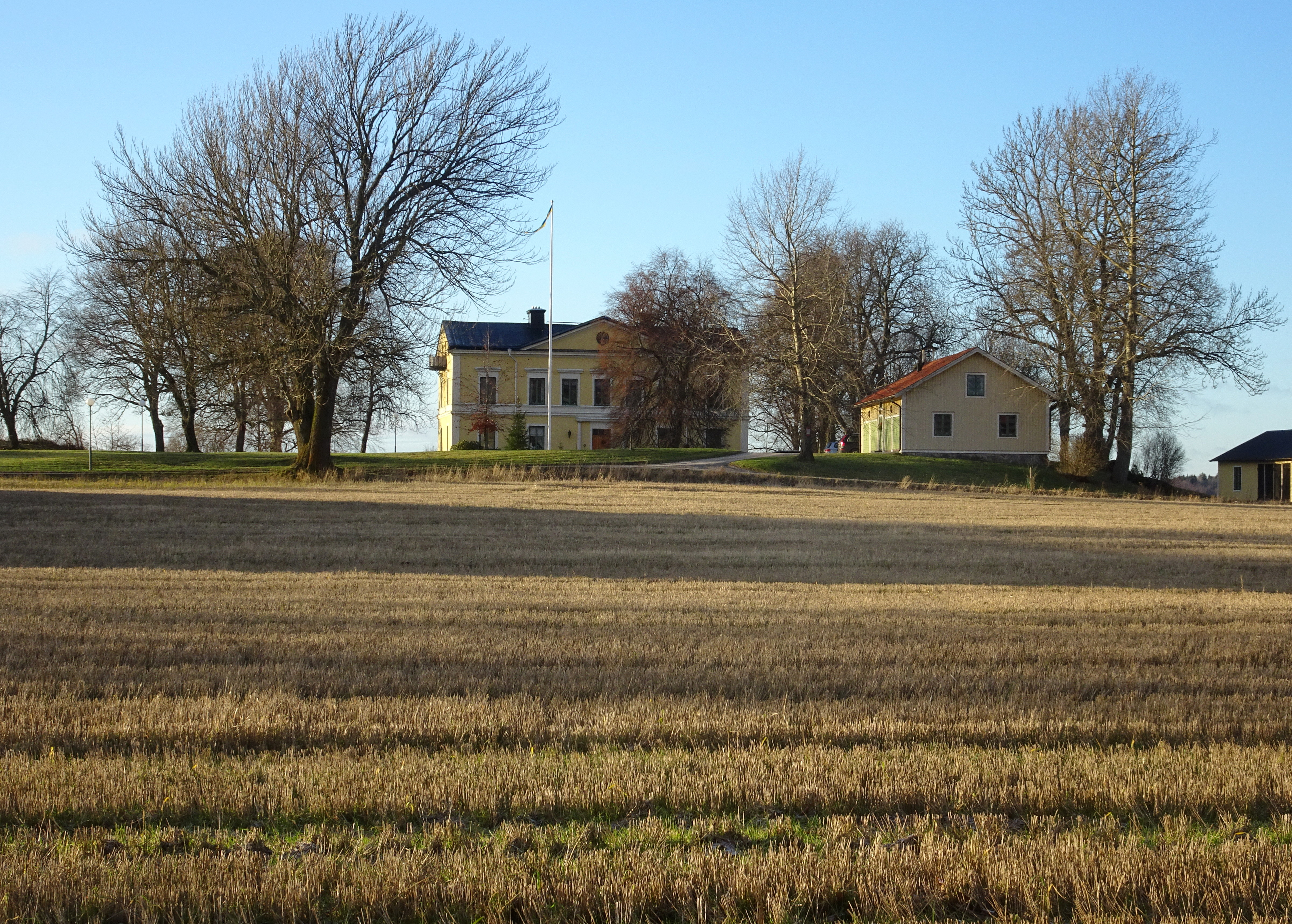
Gården på kullen sedd från öster
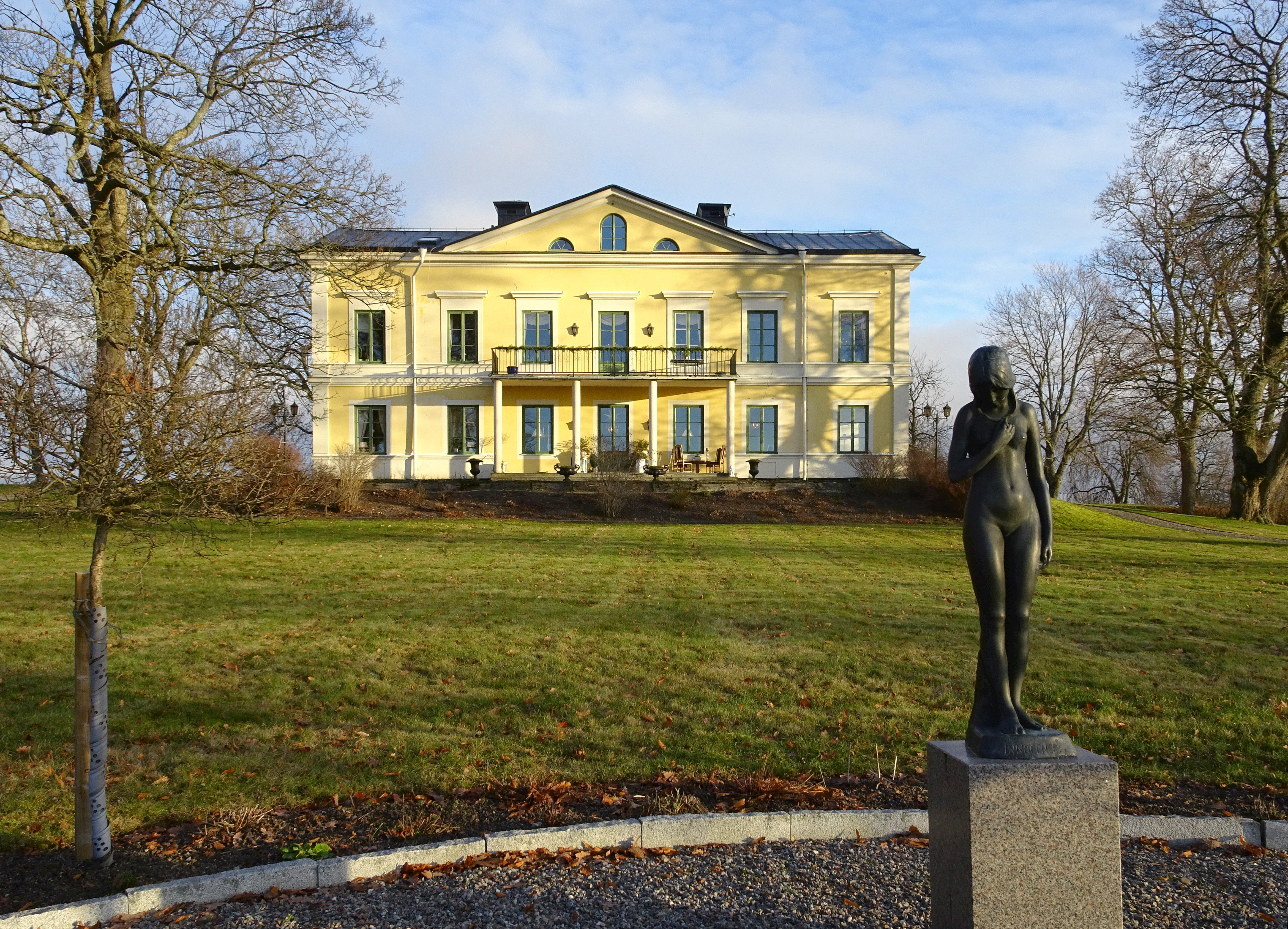
Västsidan med Carl Eldhs skulptur Innocence
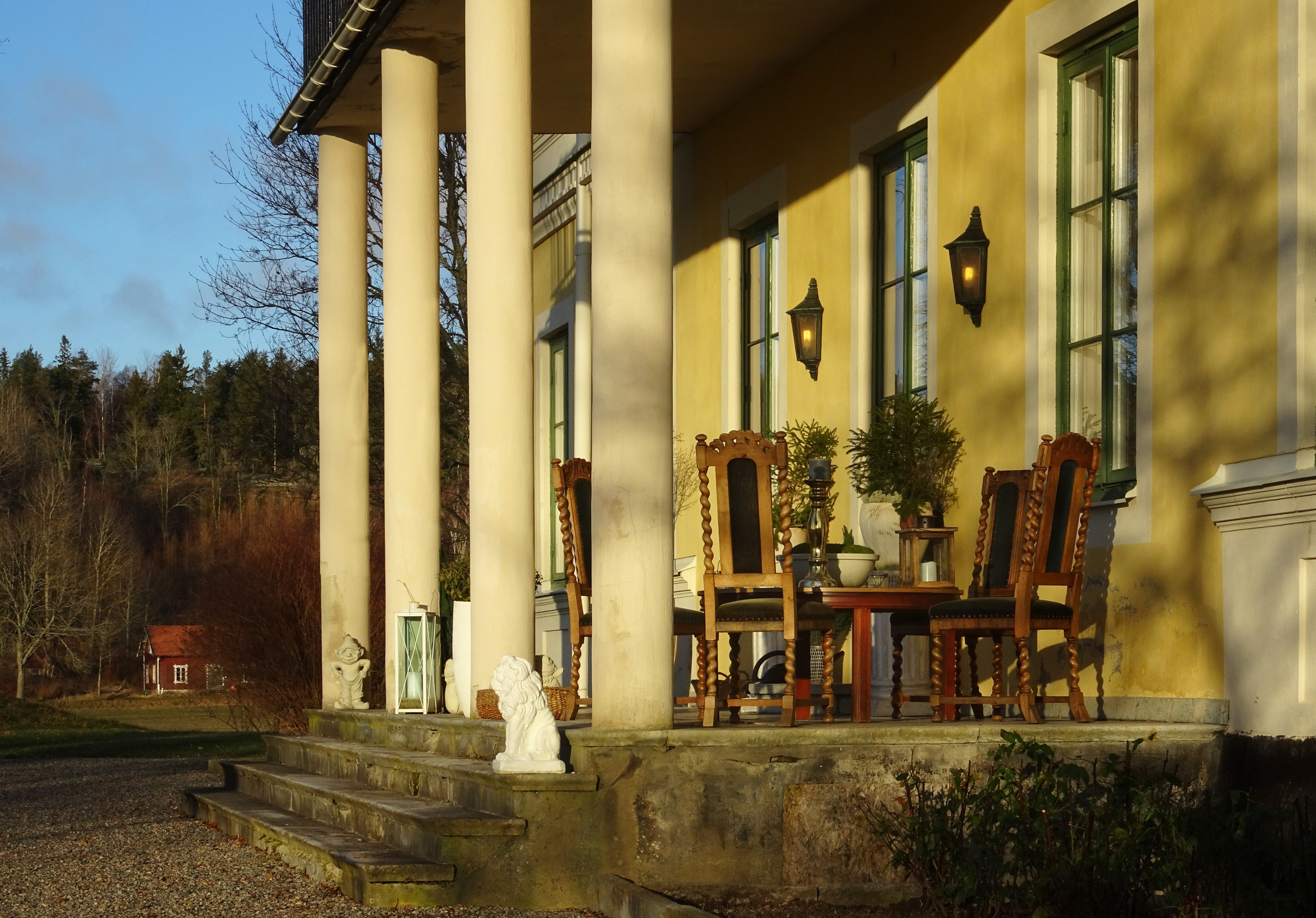
Västsidan under altanen